# Segurilla
Segurilla é um município da Espanha na província de Toledo, comunidade autónoma de Castilla-La Mancha, de área 22 km² com população de 1070 habitantes (2004) e densidade populacional de 47,03 hab/km².

## Demografia
| Variação demográfica do município entre 1991 e 2004 | Variação demográfica do município entre 1991 e 2004 | Variação demográfica do município entre 1991 e 2004 | Variação demográfica do município entre 1991 e 2004 |
| --------------------------------------------------- | --------------------------------------------------- | --------------------------------------------------- | --------------------------------------------------- |
| 1991                                                | 1996                                                | 2001                                                | 2004                                                |
| 944                                                 | 952                                                 | 1029                                                | 1070                                                |